# Många gånger än
«Många gånger än» (со швед. — «снова и снова») — песня шведской певицы Агнеты Фельтског.

## История
Музыка к песне была написана самой Агнетой в 1971 году, слова на шведском написаны Петером Химмельстрандом. В октябре того же года композиция была выпущена как сингл; на второй стороне пластинки звучала песня «Han lämnar mig för att komma till dig» (со швед. — «он оставил меня, чтобы прийти к тебе»).
3 октября 1971 года «Många gånger än» вошла в чарт Svensktoppen, составляемый шведским радио. На следующей неделе композиция достигла пятой позиции и в общей сложности провела в чарте семь недель.
Продюсером сингла, равно как и альбома «När en vacker tanke blir en sång», с которого он был взят, стал муж Агнеты, будущий участник группы ABBA Бьорн Ульвеус.

## Список композиций
7" сингл (Cupol CS 278)
1. «Många gånger än»
2. «Han lämnar mig för att komma till dig»

## Чарты
| Чарт (1971)  | Высшая позиция |
| ------------ | -------------- |
| Svensktoppen | 5              |